# Tristan i Izolda (opera)
Tristan i Izolda (izvorni njemački naziv Tristan und Isolde) opera je u tri čina, koju je u razdoblju 1857. – 1859. napisao Richard Wagner. Opera je praizvedena 10. lipnja 1865. u Münchenu. Kao predložak za operu je poslužila poznata tragična srednjovjekovna ljubavna priča Tristan i Izolda.

## Vanjske poveznice
|  | Zajednički poslužitelj ima još gradiva o temi Tristan i Izolda (opera) |